# Təzə-Məhəllə-Moschee
Təzə-Məhəllə-Moschee (eingedeutscht Täsä Mähällä, auf Deutsch Neue Nachbarschaft) ist ein schiitisches Gotteshaus im gleichnamigen Viertel der Stadt Şuşa im Westen Aserbaidschans.

## Geschichte und Architektur

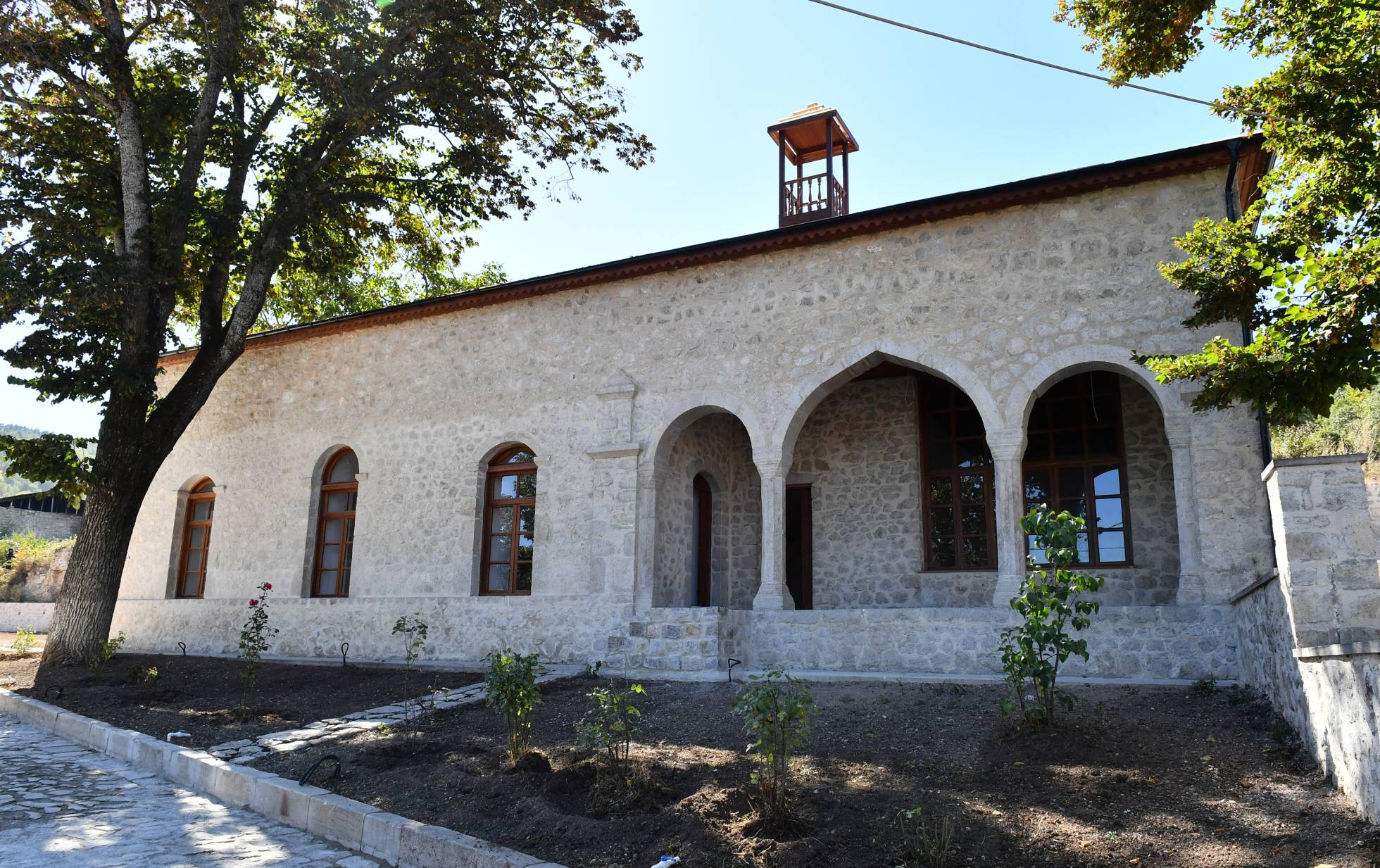
Təzə-Məhəllə-Moschee nach der Restaurierung (2023)

Die Moschee war eines der 17 Gotteshäuser in Şuşa und wurde im 19. Jahrhundert errichtet. Sie befindet sich innerhalb des historischen und palastartigen Wohnkomplexes von Mehmandarovs, der aus Şuşa stammenden Bek-Dynastie.
Nach der architektonischen und strukturellen Gestaltung des Innenraums gehört die Moschee zum Typus der Gebetshäuser mit einer dreischiffigen Aufteilung des Gebetssaals unter Verwendung von Gewölben und Spitzbögen, die von achteckigen Säulen getragen werden. Sie hat ein dreibogiges steinernes Aiwan, dessen Mittelteil lanzettförmig ist und zwei Seitenteile halbkreisförmig sind.
Per Erlass des Ministerkabinetts von Aserbaidschan vom 2. August 2001 steht der gesamte Wohnkomplex von Mehmandarovs, darunter die Təzə-Məhəllə-Moschee als architektonisches Monument von nationaler Bedeutung unter Denkmalschutz.
Im Ersten Bergkarabachkrieg Anfang der 1990er Jahre wurde die Moschee stark beschädigt. Nach der Rückeroberung von Şuşa durch aserbaidschanische Streitkräfte im Zweiten Bergkarabachkrieg wurde das Gelände des Wohnkomplexes, darunter die Təzə-Məhəllə-Moschee restauriert.